# Девять дней одного года
«Де́вять дней одного́ го́да» — советский художественный фильм, драма 1961 года режиссёра Михаила Ромма (последний художественный фильм в карьере Ромма). Сюжет посвящён работе физиков-ядерщиков и частично основан на реальных событиях. Одна из наиболее значимых советских картин 1960-х годов.
Лучший фильм 1962 года по опросу журнала «Советский экран», исполнитель главной роли Алексей Баталов признан лучшим актёром года.

## Сюжет
Действие киноповести происходит в 1960-е годы. Молодые учёные-физики-ядерщики — одержимый оптимистической научной идеей экспериментатор Дмитрий Гусев и скептически настроенный теоретик Илья Куликов — давние друзья, влюблённые в одну красивую девушку-физика по имени Лёля. Гусев возглавляет научные изыскания, начатые его учителем Синцовым, который в результате эксперимента получил смертельную дозу радиации. Облучён и Гусев. Врачи предупреждают об опасности, но, понимая важность своей работы, учёный продолжает опыты на термоядерной установке.
После ряда неудач он обращается за помощью к Куликову, талантливому теоретику. Гусев верит, что его новая установка станет прорывом на пути к управляемому термоядерному синтезу. При проведении эксперимента, закончившегося успешно, Гусев получает новую дозу облучения около 200 рентген. Он скрывает это ото всех, даже от Лёли, ставшей его женой, которая неверно истолковывает его замкнутость и отчужденность в семейной жизни.
Работу продолжает Куликов. Он полагает, что открытый Гусевым эффект — значительный вклад в науку. Тем не менее анализ результатов экспериментов показывает, что к термоядерному синтезу открытие имеет косвенное отношение, хотя стало важным событием для астрофизики. Гусев решает бороться до конца и настаивает на проведении ему операции по пересадке костного мозга.

## В ролях
| Актёр                    | Роль                                                  |
| ------------------------ | ----------------------------------------------------- |
| Алексей Баталов          | физик-ядерщик Дмитрий Алексеевич Гусев                |
| Иннокентий Смоктуновский | физик-теоретик Илья Куликов                           |
| Татьяна Лаврова          | физик Елена Михайловна (Лёля ) жена Гусева            |
| Евгений Евстигнеев       | физик Николай Иванович                                |
| Михаил Козаков           | физик Валерий Иванович                                |
| Николай Плотников        | профессор Константин Иванович Синцов физик-реакторщик |
| Сергей Блинников         | директор института Бутов Павел Демьянович             |
| Николай Граббе           | учёный-физик Василий (в титрах И. Граббе)             |
| Зиновий Гердт            | закадровый текст                                      |

## Предыстория
Эпоха хрущевской оттепели нашла непосредственное отражение во многих произведениях литературы и искусства. Мэтры социалистического реализма после XX съезда КПСС обращаются к новым темам.
Юлий Райзман в 1958 году снял фильм «Коммунист», Иван Пырьев взялся за постановку «Идиота». Классик советского кинематографа Ромм, известный по фильмам «Ленин в 1918 году» и «Ленин в Октябре», в 1960 году начинает работу над сценарием фильма «Девять дней одного года». Этот период вошёл в историю как противостояние «физиков» и «лириков».

## Работа над картиной
Для фильма с рабочим названием «365 дней» Михаил Ромм собрал совершенно новую команду людей, с которыми он ранее не работал.
На главные роли были приглашены популярные актёры Юрий Яковлев и Алексей Баталов. Перед самым началом съёмок Яковлева, попавшего в автомобильную аварию, получившего сотрясение мозга и перелом ключицы, пришлось заменить Иннокентием Смоктуновским. На главную женскую роль была приглашена молодая и малоизвестная актриса театра «Современник» Татьяна Лаврова. Роль Лёли стала для Татьяны главной в её кинокарьере, в дальнейшем она посвятила себя главным образом театру.

Я с огромным интересом работал над образом Дмитрия Гусева. Жизнь этого учёного-атомщика заполнена упорным, осмысленным и притом совершенно не бросающимся в глаза подвигом. Роль Гусева особенно привлекает меня тем, что он — человек сегодняшнего дня, глубоко интеллигентный, можно сказать — человек новой советской формации
— Алексей Баталов 
Сценарий фильма был написан Храбровицким совместно с Роммом. Оператором картины стал также дебютант Герман Лавров. Во многих отношениях картина стала новым словом в советском кинематографе. Специалисты отмечали необычную трактовку музыкальной темы и звукорежиссуры — собственно музыки там почти нет, есть только некое звуковое сопровождение технологического толка. Новым словом в картине также стали и декорации.
Съёмки фильма заняли 6 месяцев. 5 марта 1962 года в московском кинотеатре «Россия» состоялась премьера.
В фильме участвовали семь актёров, которые позднее были удостоены звания народный артист СССР: Баталов (1976), Смоктуновский (1974), Плотников (1966), Блинников (1963), Гердт (1990), Евстигнеев (1983), Дуров (1990). Режиссёр Михаил Ромм был народным артистом СССР с 1950 года.
Алексей Баталов свидетельствует, что ряд задуманных авторами мрачных деталей был выключен из фильма по цензурным требованиям. Так был исключён эпизод, где Гусев приходит на могилу матери, исключено указание на то, что к финалу болезнь приводит Гусева к слепоте.

## Достоверность
События, которые легли в основу сценария, до известной степени реальны. Научным консультантом в картине был лауреат Нобелевской премии по физике 1958 года Игорь Тамм. Конец 1950-х и начало 1960-х — время значительных успехов в области управляемого термоядерного синтеза. Тогда начались смелые эксперименты советских учёных на установке МТР. Случай с так называемыми «фальшивыми нейтронами» произошёл в Курчатовском институте в 1952 году и получил широкую огласку, но в реальности управляемой термоядерной реакции, о которой так мечтал герой фильма Гусев, тогда не произошло.
В целом физическая картина вымышленного эксперимента в фильме отражена достаточно верно. Если бы эксперимент прошёл удачно, то одной из характеристик, по которой можно об этом судить, была бы высокая эмиссия нейтронов.

Герой фильма — Гусев — имеет имя и отчество, напоминающие мои — Дмитрий Андреевич, но он экспериментатор; отец его живёт в деревне (воплощает народную мудрость). Ромм пытался в своём фильме показать изнутри жизнь научно-исследовательского ядерного института, пафос и психологию работы над мирной (и — за кулисами — немирной) термоядерной тематикой. Мне первоначально фильм скорее понравился; теперь мне кажется, что его портит слишком большая «условность»… Центральный эпизод в фильме — переоблучение Гусева нейтронами от экспериментальной термоядерной установки. На самом деле до такой опасности и до сих пор очень далеко!— Андрей Сахаров 

## Проблематика
Карен Шахназаров отозвался о работе Ромма как о «самой шестидесятнической картине». Классик кинематографа личным примером показал, что наступило время нового взгляда на действительность, новых проблем, которые интересуют публику.
Герои картины — учёные, отрешённые от мирских проблем, и одновременно вполне живые люди, которые любят, спорят и учатся. Учитель главного героя погибает во время рискованного эксперимента, но Гусев идёт к цели несмотря ни на какие опасности. Его не интересуют материальные блага или признание и слава. Формально в картине присутствует любовный треугольник, однако романтическая тема уходит на второй план. И дружба, и любовь — всё легло на алтарь науки во имя прогресса.
Построение картины как о девяти днях одного года стало примером нового «бесфабульного» монтажа картины. От классической «линейной» сюжетной последовательности режиссёр переходит к новому организующему началу. Разрозненные эпизоды картины объединены только общей авторской идеей.
Лента вызвала неоднозначную и подчас резко критическую реакцию уже на этапе работы над сценарием, но риск режиссёра, затронувшего новаторскую тему, оправдался. Прокатный успех, призы ведущих кинофестивалей, споры в прессе и среди рядовых зрителей — всё это было свидетельством того, что фильм стал культовым явлением для своего времени.

Фильм остался моментальным снимком исторического мгновения, с его радостной верой в могущество познающего разума; с его надеждой, что главное в жизни человечества случится уже завтра; с его готовностью работать на это завтра до самозабвения и самопожертвования и с его иронией к самому себе, к собственным готовностям. А главное, с его счастливым ощущением обновления.
— Майя Туровская 
Критик газеты The New York Times Дж. Хоберман, сравнивая работу Ромма с картиной «На берегу», отметил объединяющий их мотив негативного настроения и обречённости. Фильм, наряду с такими работами, как «Летят журавли», «Неотправленное письмо», «Гамлет», попал в международный кинопрокат и стал наглядной иллюстрацией оттепели в СССР для иностранного зрителя.

## Награды и премии
- Прокат — 23,9 млн зрителей
- Лучший фильм 1962 года, Алексей Баталов — лучший актёр года по опросу журнала «Советский экран».
- Большая премия «Хрустальный глобус» Международного кинофестиваля в Карловых Варах (1962)
- Главная премия на кинофестивале трудящихся в Чехословакии (1962)
- Почётные дипломы международных кинофестивалей в Мельбурне (1965) и Сан-Франциско (1962)
- Лучший иностранный фильм в польском прокате (1962) по решению жюри клуба польской кинокритики
- Государственной премии им. братьев Васильевых (1966) удостоены режиссёр и сценарист М. Ромм, сценарист Д. Храбровицкий, оператор Г. Лавров, художник Г. Колганов, актёр А. Баталов[15]